# Frank Sinclair
Frank Mohammed Sinclair (Londres, Inglaterra, 3 de diciembre de 1971) es un exfutbolista jamaicano, aunque inglés de nacimiento. Se desempeñó como defensa y actualmente se halla sin equipo tras finalizar su contrato como entrenador con el Colwyn Bay FC. Jugó con la selección de fútbol de Jamaica en el Mundial Francia 1998. Es el primer y único (hasta el momento) seleccionado de Jamaica en ganar un título de la UEFA (Recopa de Europa) que obtuvo con el Chelsea en el año 1998.

## Clubes

### Como futbolista
| Club                 | País       | Año         |
| -------------------- | ---------- | ----------- |
| Chelsea FC           | Inglaterra | 1990 - 1991 |
| West Bromwich Albion | Inglaterra | 1991 - 1992 |
| Chelsea FC           | Inglaterra | 1992 - 1998 |
| Leicester City FC    | Inglaterra | 1998 - 2004 |
| Burnley FC           | Inglaterra | 2004 - 2007 |
| Huddersfield Town    | Inglaterra | 2007 - 2008 |
| Lincoln City FC      | Inglaterra | 2008 - 2009 |
| Wycombe Wanderers    | Inglaterra | 2009        |
| Wrexham FC           | Gales      | 2009 - 2011 |
| Hendon FC            | Inglaterra | 2011        |
| Colwyn Bay FC        | Gales      | 2012 - 2015 |

### Como entrenador
| Club          | País  | Año         |
| ------------- | ----- | ----------- |
| Colwyn Bay FC | Gales | 2013 - 2015 |

## Palmarés
Chelsea FC
- FA Cup: 1997
- Copa de la Liga de Inglaterra: 1998
- Recopa de Europa: 1998

Leicester City FC
- Copa de la Liga de Inglaterra: 2000

- Datos: Q657039
- Multimedia: Frank Sinclair / Q657039